# Шизоаффективное расстройство
Шизоаффективное расстройство (другие названия — рекуррентная шизофрения, периодическая шизофрения, циркулярная шизофрения, шизоаффективный психоз) — психическое расстройство, сочетающее в себе признаки шизофрении и аффективного расстройства. Характеризуется аномальными процессами мышления и дерегулированными эмоциями. Диагноз обычно ставят, когда у человека есть признаки как шизофрении, так и аффективного расстройства (расстройства настроения) — таких, как биполярное расстройство или депрессия — но нельзя поставить диагноз только шизофрении либо только депрессивного или маниакального эпизода. Биполярный тип отличается симптомами мании, гипомании или смешанного эпизода. Депрессивный тип — только симптомами депрессии. Общие симптомы расстройства включают слуховые галлюцинации, параноидный бред и дезорганизованную речь и мышление. Симптомы обычно начинают проявляться в молодом возрасте. В настоящее время известно, что симптомы проявляют себя в разные периоды жизни.
В DSM-5 и МКБ-10 шизоаффективное расстройство находится в том же диагностическом классе, что и шизофрения, но не в том же классе, что и нарушения настроения. Диагноз был введён в 1933 году, и его определение было слегка изменено в DSM-5, опубликованном в мае 2013 года, поскольку приведённое в DSM-IV определение шизоаффективного расстройства часто приводит к ошибочному диагнозу. Изменения, внесённые в определение шизоаффективного расстройства, были предназначены для того, чтобы сделать диагностику по DSM-5 более последовательной (или надёжной) и существенно сократить использование диагноза. Кроме того, диагноз «шизоаффективное расстройство» согласно DSM-5 больше не может использоваться при первом психотическом эпизоде в анамнезе у больного.

## История
Джордж Хьюз Кирби в 1913 и Август Хох в 1921 описали пациентов со смешанной аффективной и шизофренной симптоматикой, и отнесли их к маниакально-депрессивной группе Крепелина. Якоб Казанин в 1933 году ввёл термин «шизоаффективное состояние», и считал его подтипом шизофрении (по критериям Эйгена Блейлера).
В настоящее время шизоаффективные расстройства рассматриваются как пограничная группа между шизофренией и аффективными расстройствами.

## Клиника
Расстройства практически не сопровождаются изменениями личности (в отличие от шизофрении), аффективные нарушения дольше и выражены сильнее, чем продуктивные симптомы шизофрении. Приступы могут быть следующих видов:
- депрессивно-параноидные;
- маниакально-параноидные;
- смешанные состояния.

## Диагностика

### МКБ-10
Диагноз F25 ставится при соответствии следующим группам критериев:
- наличествуют признаки аффективных расстройств (F30—F32);
- наличие как минимум одного из следующих признаков не менее 2 недель:
  - слуховые галлюцинации в виде посторонних голосов, комментирующих или ведущих диалоги;
  - бред контроля и воздействия, чувство «сделанности» мыслей, ощущений, движений;
  - ощущения телепатии, то есть приёма или передачи мыслей на расстоянии, их открытость или отнятие;
  - разорванность речи и неологизмы;
  - стойкий бред, не характерный для субкультуры пациента;
  - частое и переходное появление кататонических симптомов;
- симптомы шизофрении и аффективных расстройств представлены одновременно при одном обострении;
- исключены органические поражения мозга (F0) и употребление психоактивных веществ (F1).

#### Типы шизоаффективного расстройства
- F25.0 Маниакальный тип. Диагноз ставится при шизоаффективном расстройстве на маниакальном фоне (соответствие критериям мании F30.1).
- F25.1 Депрессивный тип. Диагноз ставится при шизоаффективном расстройстве на депрессивном фоне (соответствие критериям умеренной или тяжёлой депрессии F31.3—4).
- F25.2 Смешанный тип. Диагноз ставится при шизоаффективном расстройстве, смешанным с биполярным аффективным расстройством (соответствие критериям БАР, текущий эпизод смешанного характера F31.6).
- F25.8 Другие шизоаффективные расстройства.
- F25.9 Шизоаффективное расстройство неуточнённое.

Одна часть исследователей расценивает смешанный тип шизоаффективного расстройства как атипичную форму биполярного аффективного расстройства, а другая — как относительно доброкачественную форму течения шизофрении («циркулярную шизофрению»).

## Эпидемиология
Распространённость оценивается в пределах 0,5—0,8 %, преобладания по полу не обнаруживается. Эти данные довольно приблизительны из-за теоретически обусловленных различий в диагностических подходах.
Сейчас расстройство было переопределено, но оценки распространённости DSM-IV составляли менее 1 процента населения в диапазоне от 0,5 до 0,8 процента.

## Этиология
В вопросах этиологии данного расстройства мнения учёных разделились. Часть исследователей рассматривает их как взаимодействие генетической отягощённости по шизофрении и аффективным расстройствам с двух сторон. Есть и исследования, указывающие на генетическую самостоятельность шизоаффективных расстройств. Также существует мнение о близости данного вида расстройств к эпилепсии (фактор периодичности + изменения на ЭЭГ — пароксизмальная активность).

## Прогноз
Исход шизоаффективного расстройства находится в промежуточном положении: он менее благоприятен, чем при биполярном аффективном расстройстве, но более благоприятен, чем при шизофрении. У смешанного типа течения прогноз сходный с биполярным аффективным расстройством, а у депрессивного типа — с шизофренией.
Более плохой исход можно спрогнозировать при наследственной отягощённости по шизофрении, низком уровне адаптации в периоде до возникновения расстройства и непрерывном течении расстройства.

## Терапия
Для лечения шизоаффективного расстройства на всех этапах используются антидепрессанты, антипсихотические препараты (как атипичные, так и традиционные), анксиолитики и нормотимики (ламотриджин, препараты лития, вальпроевая кислота, карбамазепин). При депрессивном типе используются антидепрессанты: ингибиторы моноаминоксидазы, тетрациклические и трициклические (например, мапротилин, амитриптилин, имипрамин), а также электросудорожная терапия (при наличии лекарственной резистентности). При маниакальном типе используются нейролептики с выраженной антипсихотической и седативной активностью. При смешанном типе препараты лития, карбамазепин и ламотриджин. Ламотриджин при шизоаффективных расстройствах эффективен в дозах от 400 мг/день.
При профилактической терапии применяются поддерживающие дозы карбамазепина (до 200 мг) или карбоната лития (литобида, контемнола, литинола) в дозах до 400—500 мг, иногда препараты вальпроевой кислоты:174.
Основным средством лечения является антипсихотическое средство в сочетании со стабилизатором настроения или антидепрессантом, или и тем, и другим. Некоторые исследователи обеспокоены тем, что антидепрессанты могут усилить психоз, манию и длительный цикл эпизодов настроения в расстройстве. Когда есть риск для себя или других людей, обычно на ранней стадии лечения, может потребоваться госпитализация. Психиатрическая реабилитация, психотерапия и профессиональная реабилитация очень важны для восстановления более высокой психосоциальной функции. Как группа, люди с шизоаффективным расстройством, диагностированные с использованием критериев DSM-IV и МКБ-10, имеют лучший результат, чем люди с шизофренией, но имеют переменные индивидуальные психосоциальные функциональные исходы по сравнению с людьми с расстройствами настроения, от худших до одинаковых. Результаты для людей с диагностированным по DSM-5 с шизоаффективным расстройством зависят от данных проспективных когортных исследований, которые ещё не завершены.